# Gedenkstätte für die Menschenwürde

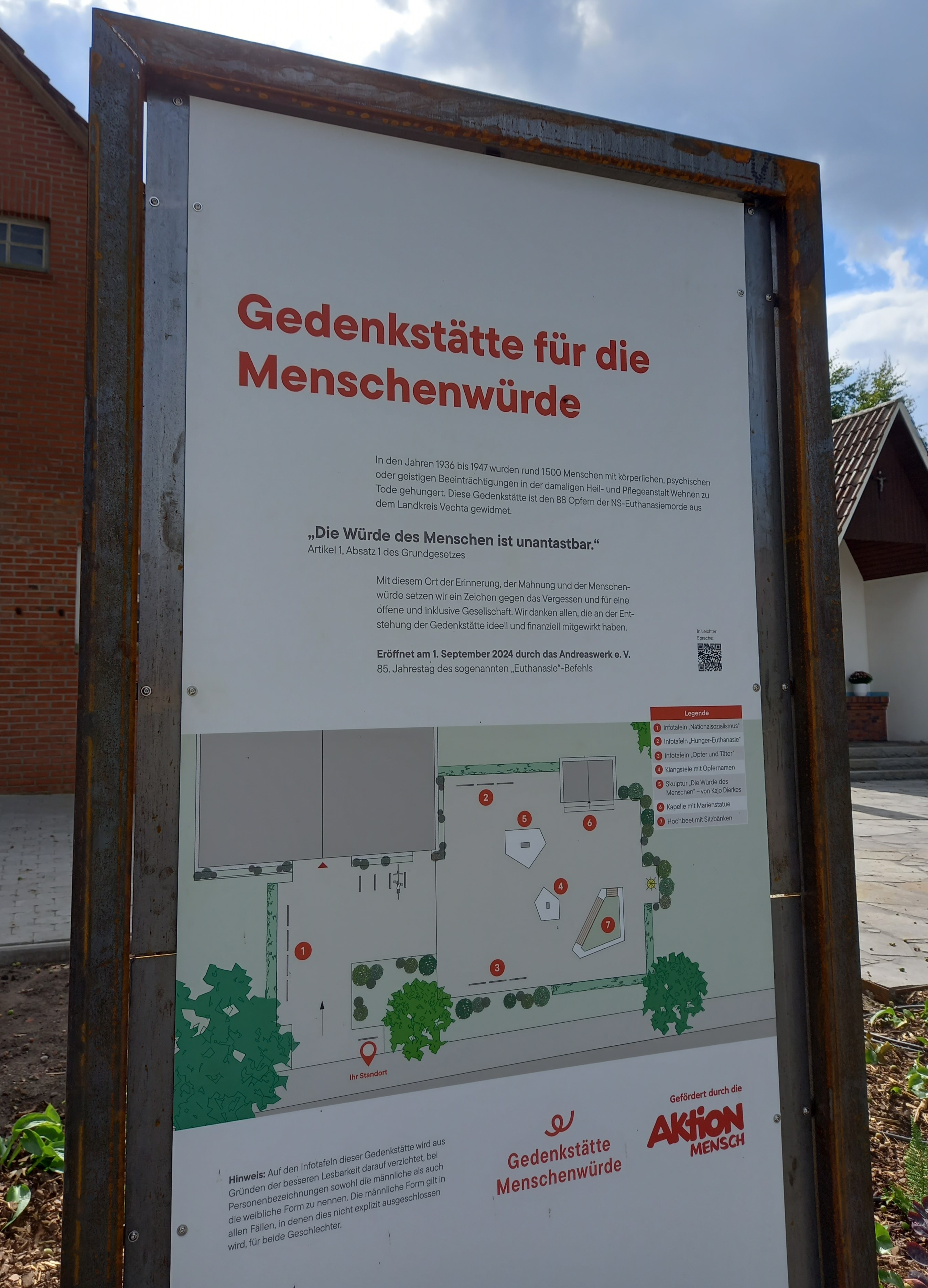
Infotafel zur Erstorientierung an der „Gedenkstätte für die Menschenwürde“

Gedenkstätte für die Menschenwürde ist der Name einer Installation im Vechtaer Stadtteil Hagen, an der der 88 namentlich bekannten Opfer der Krankenmorde in der Zeit des Nationalsozialismus aus dem Landkreis Vechta gedacht wird, die vor allem in der „Heil- und Pflegeanstalt Wehnen“ bei Oldenburg durch Vernachlässigung und unzureichende Ernährung zu Tode kamen. Die Gedenkstätte wurde vom Andreaswerk Vechta konzipiert und am 1. September 2024 eingeweiht.

## Beschreibung der Anlage

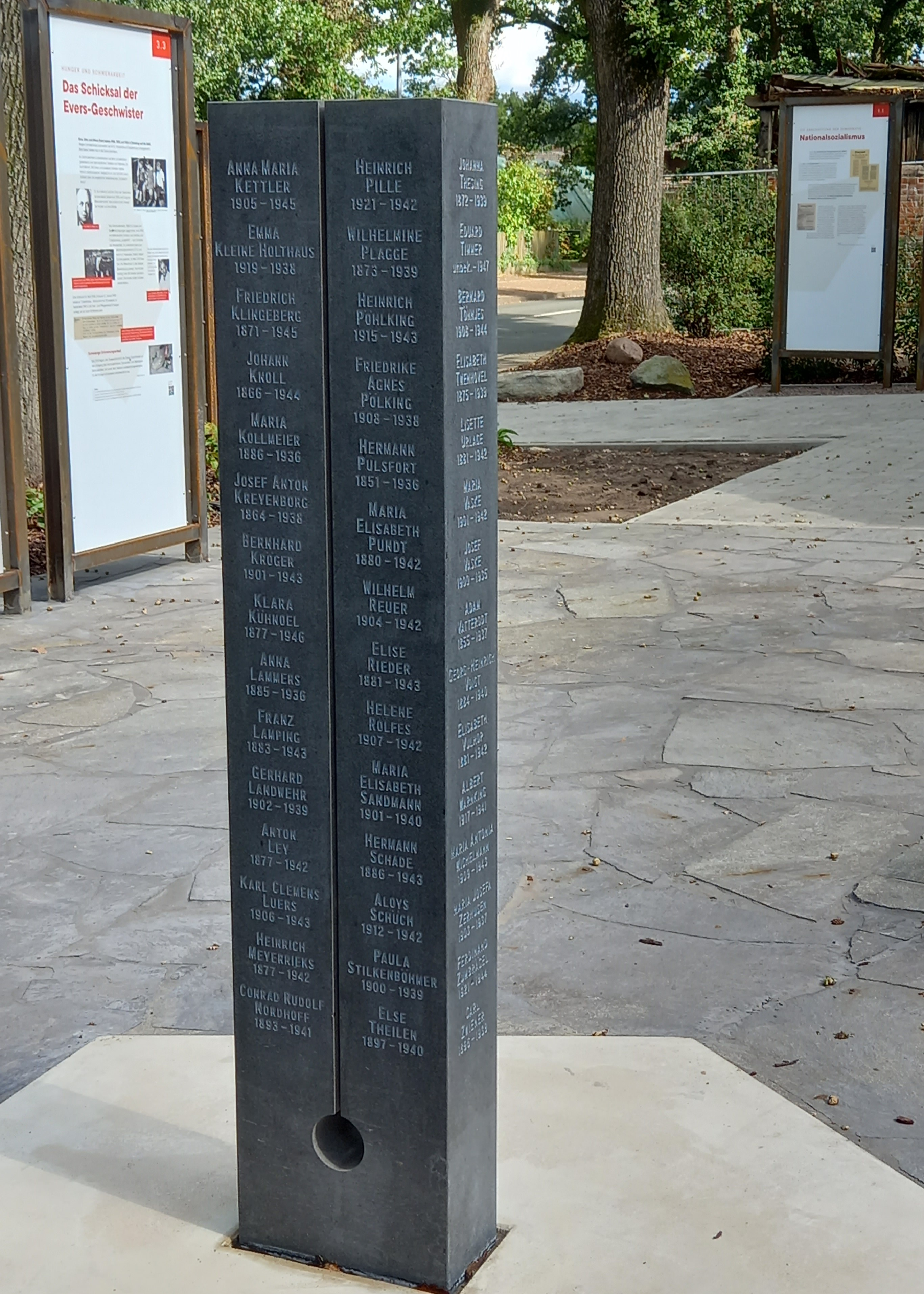
Zwei von vier Seiten der Stele mit den Namen und Lebensdaten der in Wehnen Ermordeten

An der Landwehrstraße in Vechta befand sich gegenüber der Zentrale des Andreaswerks bereits vor 2022 eine kleine Marienkapelle, die zu der aufgegebenen Hofstelle Möhring gehörte. Sie wurde in das Gesamtkonzept der Gedenkstätte einbezogen, die aus elf Infotafeln, einer Stele und einer Sitzgelegenheit neben einem Beet besteht. Auf den Tafeln werden Besucher der Stätte über die „Euthanasie“-Pläne der Nationalsozialisten, über den Nationalsozialismus im Oldenburger Land und über die Schicksale einzelner Ermordeter aus dem Landkreis Vechta informiert. An der Stele sind die Namen und Lebensdaten aller 88 Ermordeter angebracht.

## Entstehungsgeschichte
Die Idee, eine Gedenkstätte für die Opfer der „Hunger-Euthanasie“ aus dem Landkreis Vechta zu errichten, stammt aus den Reihen der Mitarbeiter des Andreaswerks Vechta. Der Erwerb des ehemaligen Hofes Möhring durch das Andreaswerk  ermöglichte eine zügige Verwirklichung des Vorhabens, das im September 2022 der Öffentlichkeit erstmals vorgestellt wurde.
An der Eröffnung der Gedenkstätte am 1. September 2024 nahmen mehr als 100 Vertreter regionaler Politik, Verwaltung und Wirtschaft und viele Familienangehörige der Opfer teil. Über die Eröffnung berichtete u. a. auch die Online-Ausgabe der Tagesschau.

## Zweck der Gedenkstätte
Den Zweck der Gedenkstätte beschreibt das Andreaswerk mit den Worten: „Wir geben den Opfern ein Gesicht, indem wir in einem projektbegleitenden Buch ihre Namen nennen, von ihrem Schicksal berichten und die geschichtlichen Hintergründe beleuchten. Das Projekt ‚Gedenkstätte für die Menschenwürde‘ erinnert daran, dass unsere Demokratie und Menschenrechte aktiv verteidigt werden müssen. Heute ist es wichtiger denn je, dass wir als Gesellschaft nicht vergessen und der Diskriminierung von Menschen mit Beeinträchtigungen keinen Raum lassen.“  Die katholische Einrichtung begründet die Tatsache, dass sie als erste in Sachen Gedenkstätte aktiv wurde, damit, dass sie sich generell „mit Hingabe für die Inklusion und Teilhabe von Menschen mit Beeinträchtigungen“ einsetze.
Opfer zu benennen und ihnen „ein Gesicht zu geben“, ist vor allem deshalb geboten, weil die meisten der 88 Getöteten aus dem Landkreis Vechta, die zwischen 1935 und 1947 in Wehnen ermordet wurden, auf dem direkt an das Anstaltsgelände angrenzenden Friedhof Ofen ohne Namen und Grabkennzeichnung vergraben wurden. Auf der Fläche wurden im Jahr 2023 1000 Feldsteine verteilt, auf die kontinuierlich Namen von namentlich bekannten Opfern eingraviert werden sollen.

## Bedeutung des Eröffnungsdatums

### Symbolik des Datums „1. September“
Die Gedenkstätte wurde mit Bedacht an einem 1. September eröffnet (ursprünglich war die Eröffnung für den Mai 2024 vorgesehen). Die Datumswahl wurde damit begründet, dass am 1. September 1939 Adolf Hitler den Befehl zur „Vernichtung lebensunwerten Lebens“ (beschönigend als „Euthanasie“ bzw. „Gnadentod“ bezeichnet) erteilte. Zwar weisen Alfred Fleßner und Ingo Harms darauf hin, dass die Phase der Übersterblichkeit in Wehnen bereits 1936 begonnen habe (also nicht durch Hitlers Anordnung ausgelöst worden sei). Auch in Wehnen seien jedoch bereits ab 1940 die reichsweit verwendeten „Euthanasie“-Meldebögen zur Vorbereitung des Sterben-Lassens eingesetzt worden, was laut Fleßner/Harms den unmittelbaren Bezug der in Wehnen durchgeführten Maßnahmen zur Aktion T 4 bereits zu diesem Zeitpunkt belegt. Die Zeitung Kirche+Leben weist darauf hin, dass zwar nach den berühmten Predigten des Bischofs von Münster, Clemens August Graf von Galen, zum Thema „Euthanasie“ im Sommer 1941 die Aktion T 4 offiziell eingestellt worden sei, tatsächlich aber ab September 1941 noch 200.000 kranke und behinderte Menschen im Einflussbereich der Nationalsozialisten an den Folgen der in Wehnen bereits ab 1936 praktizierten „Hunger-Euthanasie“ gestorben seien. In der Anstalt Wehnen seien Ingo Harms zufolge ca. 1500 Menschen verhungert.

### Juristische statt moralische Betrachtungsweisen nach 1945
Dass die Ehrung erst im Jahr 2024 erfolgen konnte, liegt vor allem an der lange Zeit nach dem Zweiten Weltkrieg mit Erfolg vertretenen Behauptung, die „Heil- und Pflegeanstalt Wehnen“ habe nichts mit dem „Euthanasie“-Programm der NSDASP in der Gestalt der „Aktion T 4“ zu tun gehabt. Im Jahr 1948 begannen zwar strafrechtliche Ermittlungen gegen die für die Verhältnisse in Wehnen Verantwortlichen, aber keiner von ihnen wurde von einem deutschen Strafgericht verurteilt. Kurt Mönch, von 1924 bis 1937 Leiter der „Heil- und Pflegeanstalt Wehnen“, erhielt am 15. Januar 1948 seine Niederlassungserlaubnis als Facharzt für Nervenkrankheiten in der Gemeinde Westerstede. Klaus Dörner, Mitbegründer des „Bundes der Euthanasie-Geschädigten und Zwangssterilisierten“, spricht von einer „zweiten Schuld“ Deutscher nach 1945: „Ich klage an, dass wir ab 1945 so getan haben, als sei nichts geschehen.“ Überlebende Opfer und deren Angehörige habe man über Jahrzehnte allein gelassen. Dadurch sei ihnen zusätzliches Leid angetan worden.
Bis 2002 gab es in der Bundesrepublik Deutschland keine Entschädigungszahlungen an Angehörige ermordeter „Euthanasie“-Opfer, weil Maßnahmen nach dem „Erbgesundheitsgesetz“ nicht im 1953 beschlossenen „Bundesentschädigungsgesetz“ berücksichtigt wurden. Begründet wurde dieser Ausschluss damit, dass „Euthanasie“-Opfer keiner rassistischen Verfolgung ausgesetzt worden seien. Erst seit 2002 können Angehörige Ermordeter eine Einmalzahlung beantragen.

### Beziehung zwischen Angehörigen Ermordeter, ehemaligen Anstaltsbediensteten und dem Staatsapparat
Ein weiterer Grund für die späte Ehrung in Vechta liegt darin, dass vor der Veröffentlichung der Dissertation Ingo Harms’ (siehe das Literaturverzeichnis) im Jahr 1996 „in den allermeisten Familien […] über den plötzlichen Tod des in der Heil- und Pflegeanstalt eingewiesenen Familienmitglieds tiefstes Schweigen“ herrschte. Solche Angehörige Ermordeter, die zutreffende Informationen über Leben und Sterben ihrer Angehörigen erhalten wollten, bekamen diese auch vier Jahre nach der Veröffentlichung der Dissertation Ingo Harms’ von Behörden, die bis zur Jahrtausendwende für den Fall zuständig waren, zumeist nicht. Dies gelang ihnen selbst mit Ingo Harms’ Unterstützung nicht. Die meisten für die Krankenmorde verantwortlichen Ärzte waren damals bereits verstorben. Ein erster Schritt zu einer kooperativeren Haltung der seinerzeitigen Klinikleitung erfolgte durch die niedersächsische Landesregierung: Die im Jahr 2000 amtierende niedersächsische Sozialministerin Heidrun Merk setzte die Bewilligung von Finanzmitteln für ein Mahnmal in Wehnen durch. Im Jahr 2005 begann die Carl-von-Ossietzky-Universität Oldenburg mit systematischen Recherchen zu dem Thema „Hunger-Euthanasie in Wehnen“, vor allem durch Ingo Harms.

## Wissenschaftliche Recherchen im Vorfeld der Gedenkstätten-Eröffnung
Harms’ Recherchen im Archiv der Karl-Jaspers-Klinik Wehnen bildeten eine Voraussetzung für die Bereitstellung der Angaben auf der Stele der Gedenkstätte Vechta. Aus der Vielzahl der Krankenakten suchte Ingo Harms sich diejenigen heraus, bei denen ein Bezug derer, die in Wehnen untergebracht waren, zum Landkreis Vechta feststellen ließ, zumeist in der Form des letzten freiwillig gewählten Wohnsitzes. Dieses Merkmal traf auf 88 Ermordete zu. Die gefundenen Daten verarbeitete er zu dem gemeinsam mit Axel Fahl-Dreger verfassten Buch Wege des Gedenkens. Die Opfer der NS-Euthanasie aus dem Landkreis Vechta, welches in zeitlicher Nähe zur Eröffnung der Gedenkstätte veröffentlicht wurde.